# 小吻四鰭旗魚
小吻四鰭旗魚（學名：Tetrapturus angustirostris）為輻鰭魚綱旗魚目旗魚科的其中一種，分布於印度洋及太平洋的熱帶至溫帶海域，棲息深度可達200公尺，本魚背面深藍色，藍色側邊上點綴著褐色，下面銀白色，第一背鰭深色無斑紋的藍色又其他的鰭褐色或深褐色，臀鰭基底有淡色銀白色，背鰭軟條51-57枚，臀鰭軟條18-23枚，體長可達230公分，主要棲息在中上層水域，屬肉食性，以魚類、頭足類、甲殼類為食，可做為食用魚及遊釣魚。

## 擴展閱讀

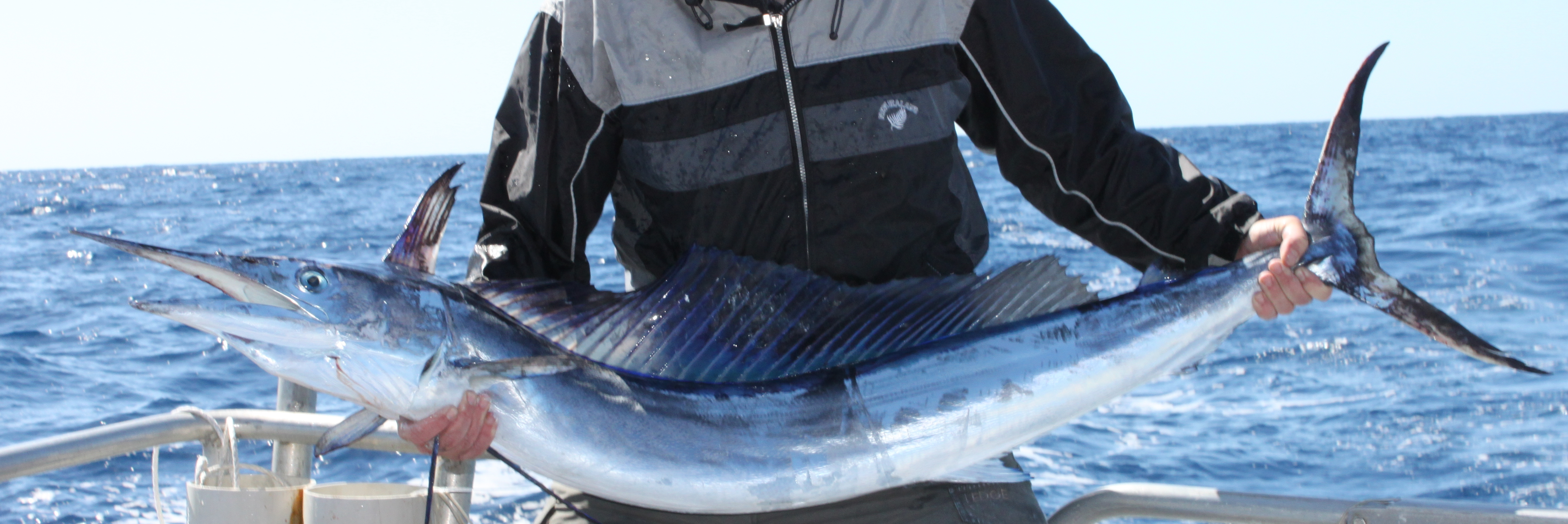
A Shortbill Spearfish caught off Great Barrier Island, New Zealand in March 2010

維基物種上的相關：小吻四鰭旗魚